# Bundesstraße 456
Die Bundesstraße 456 (Abkürzung: B 456) ist eine Bundesstraße in Deutschland; sie durchquert den Taunus und führt von der A 661 bei Oberursel (Taunus) über Bad Homburg vor der Höhe, Usingen und Grävenwiesbach nach Weilburg, wo die Straße etwas weiter nördlich mit der Bundesstraße 49 verbunden ist.

## Bedeutung
Die B 456 ist eine wichtige Verbindung zwischen der ländlich geprägten Region im Hintertaunus und dem Rhein-Main-Gebiet. Zwischen Bad Homburg und Wehrheim, im Bereich des Saalburgpasses, ist die B 456 dreispurig ausgebaut, sonst zweispurig im Gegenverkehr.

## Touristische Sehenswürdigkeiten
Direkt an der Straße oder in unmittelbarer Nähe befinden sich eine Reihe von touristischen Sehenswürdigkeiten und Naturdenkmälern.
Auf dem Taunuskamm zwischen Bad Homburg und Wehrheim befindet sich das teilweise restaurierte Römerkastell Saalburg. Nur kurz danach liegt nahe der Strecke der Freizeitpark Lochmühle. Usingen ist eine ehemalige Residenzstadt derer von Nassau-Usingen, sehenswert sind aber auch die einige Kilometer abseits gelegenen Eschbacher Klippen.
Auf der Strecke nach Weilburg liegt unmittelbar neben der Straße der Tiergarten Weilburg sowie auf gleicher Höhe der Abzweig zur Kubacher Kristallhöhle, sich die einige Kilometer abseits befindet. Weilburg selbst beherbergt ein Renaissanceschloss, die Lahnbrücke und eine barocke Altstadt sowie weitere touristische Sehenswürdigkeiten.

## Unfallschwerpunkt
Der Saalburgpass ist ein Unfallschwerpunkt. Insbesondere die Abfahrt Richtung Bad Homburg und dort die sogenannte Horex-Kurve werden wegen des guten Ausbaus vor allem von Zweiradfahrern häufig unterschätzt.

## Geschichte
Zu den verkehrlichen Vorläufern der heutigen B 456 siehe: 

### Bau
Die Trasse der heutigen Straße wurde in den Jahren 1817 bis 1836 vom Herzogtum Nassau und der Landgrafschaft Hessen-Homburg als Chaussée von Süden nach Norden errichtet. Die Arbeiten wurden von Untertanen in Frondienst durchgeführt. In Homburg stand die Arbeit unter der Leitung des Chausséedirektors Forstmeister Franz Lotz. Der Umfang der Frondienste der einzelnen Gemeinden richtete sich nach der Verordnung zur Chausséeverwaltung vom 12. September 1809. Gerade nach dem Hungerwinter 1816/17 war der Bau eine schwere Belastung für die Bevölkerung. Im Jahr 1817 wurde der Saalburgpass gebaut, 1829 wurde Grävenwiesbach und 1836 wurde Weilburg erreicht.

### Erweiterungen der Nachkriegszeit
In der Zeit nach dem Zweiten Weltkrieg stieg das Verkehrsaufkommen durch den Individualverkehr massiv an. In den 1950er Jahren wurde daher eine Ortsumfahrung um Dornholzhausen gebaut. Knotenpunkt auf Vordertaunusseite war nun die Peters-Pneu-Kreuzung.
In den 1960er Jahren war der nächste Ausbauschritt nötig. Die Straße wurde im Bereich des Saalburgpasses dreispurig ausgebaut (jeweils zwei Spuren bergauf und eine bergab). Auf der Kuppe des Passes wurde die Straße vom Kastell Saalburg weg verlegt. Die alte Straße wurde nur minimal zurückgebaut und dient heute abschnittsweise als Parkplatz für die Saalburgbesucher, sonst als gut ausgebauter Rad- und Wanderweg in Richtung Obernhain.
Seit dem Ende der 1980er ist die Ortsumgehung von Wehrheim fertiggestellt und dem Verkehr übergeben.
Seit Juni 2005 wurde die bisherige Streckenführung durch die Altstadt von Weilburg auf eine neue Teilortsumgehung verlegt, die mit Baukosten von 23,4 Millionen Euro auf 1,2 km der bisher teuerste Straßenkilometer in der Bundesrepublik ist. Neben dem Weilstraßentunnel sind die 146 m lange Oberlahnbrücke Weilburg, eine semi-integrales Bauwerk, sowie das in städtischen Besitz übereignete Parkhaus die bedeutendsten Bauwerke dieser Teilortsumgehung Weilburg.

### Ausbaupläne

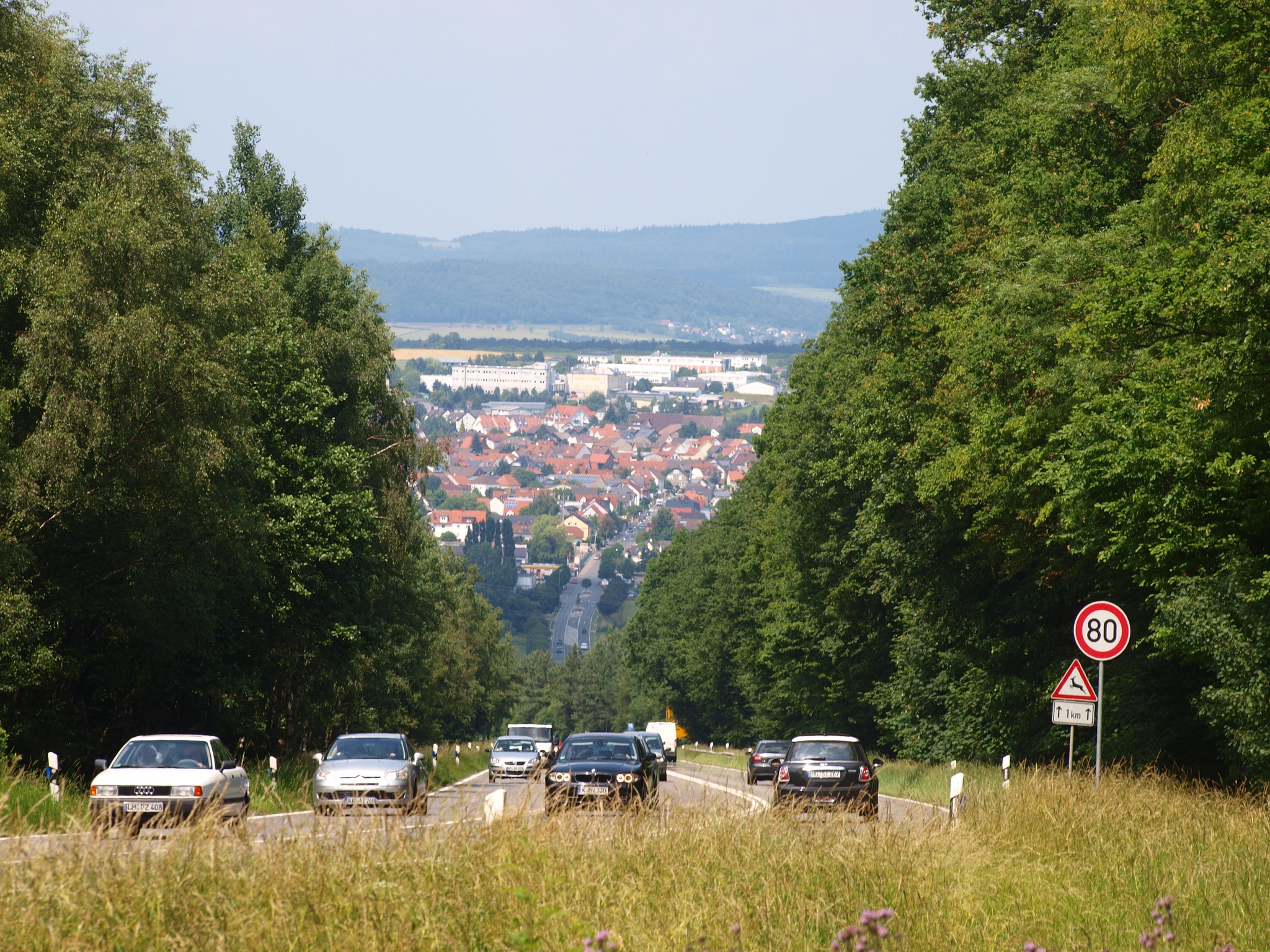
B456 am Saalburgpass mit Blick nach Wehrheim

Die Saalburghöhe stellt – insbesondere im Berufsverkehr - weiterhin einen Engpassfaktor für den Autoverkehr dar, der beinahe täglich zu Staus führt. Täglich passieren 27.000 Autos den Pass. Seit den 1970er Jahren wird daher über einen Ausbau diskutiert. Kapazitätsprobleme verursachen primär zwei Stellen: Die Peters-Pneu-Kreuzung sowie die Verengung von zwei auf eine Spur hinter der Kuppe. Die Verengung an der Kuppe ließe sich über einen vierspurigen Ausbau lösen. Eine Freigabe von jeweils zwei Spuren in der Richtung des Berufsverkehrs, gesteuert über Wechsellichtzeichenverkehrsanlage ist in Deutschland nur unter restriktiven Bedingungen möglich und wurde ebenfalls nicht realisiert. Zur Verbesserung des Verkehrsflusses wurden an der Kuppe Geschwindigkeitsbeschränkungen eingeführt. Diese werden durch stationäre Messanlagen überwacht. Der vierspurige Ausbau des 7,9 km langen südlichen Abschnitts zwischen dem Wehrheimer Kreuz und der A661 wurde 2016 im Rahmen des Bundesverkehrswegeplans 2030 in den vordringlichen Bedarf aufgenommen.

#### Peters-Pneu-Renova-Kreuzung, Bad Homburg
Die PPR-Kreuzung in Bad Homburg-Dornholzhausen hat ihre Bezeichnung von einer ehemaligen Reifenfabrik, der Peters Pneu Renova, die dort lag. Es handelt sich um die Kreuzung der B 456 mit der ebenfalls stark frequentierten Saalburgstraße (ehemals B 455), die Dornholzhausen mit der Innenstadt verbindet. Wie dieses Nadelöhr zu entschärfen ist, ist Gegenstand langjähriger politischer Kontroversen. Die Gemeinden des Usinger Landes fordern seit den 1970er Jahren ein höhenfreies Kreuzungsbauwerk, die Stadt Bad Homburg vor der Höhe setzt nach einem Beschluss wegen der hohen Kosten auf Verkehrsvermeidung und -lenkung.
Zur Verkehrsvermeidung wurden umfangreiche Investitionen unternommen. Die wichtigste war die Modernisierung der Bahnstrecke Friedrichsdorf–Albshausen 1992 mit neuen Fahrzeugen, verbessertem Takt, teilweise Durchbindung der Züge bis zum Frankfurter Hauptbahnhof sowie später auch der Teilreaktivierung der Strecke bis Brandoberndorf. Aufgrund der starken Siedlungstätigkeit im Usinger Land reichte diese sehr erfolgreiche Maßnahme jedoch nicht aus, das Verkehrsproblem der Peters-Pneu-Kreuzung zu lösen. Im Rahmen der Verkehrslenkung wurde von der Bürgerinitiative in Bad Homburg, die sich gegen den Ausbau wendet, die Nutzung der Straße im Köpperner Tal hervorgehoben. Diese führt direkt zur A 5. Trotz eines aufwändigen Ausbaus des Köpperner Kreuzes und der Anschlussstelle Friedberg wurde die Ausweichstrecke jedoch nicht in einem solchen Maße akzeptiert, dass die Verkehrsbelastung an der Peters-Pneu-Kreuzung signifikant gesunken wäre. Neben der um etwa fünf Kilometer längeren Strecke nach Frankfurt am Main trägt auch die Staugefahr auf der A 5 zu dieser fehlenden Akzeptanz bei.
Der Ausbau der Peters-Pneu-Kreuzung ist im Bundesverkehrswegeplan als vordringlicher Bedarf beschrieben. Im Jahr 2005 wurde in einem Gutachten eine Tunnellösung erarbeitet, die Basis der Planungen ist. Die Kosten für einen derartigen Ausbau wurden mit acht Millionen Euro beziffert und stiegen bis 2011 auf einen Schätzwert von 21,5 Millionen Euro. Die Stadt Bad Homburg entschied sich im Jahr 2010 dazu, einen Tunnelbau zu unterstützen, forderte jedoch eine wesentliche Verlängerung des Tunnels. Diese Variante würde nach damaligen Schätzungen 110 Millionen Euro kosten. Im September 2012 wurde dem Kreis die Finanzierung der Planungsgesellschaft seitens des Regierungspräsidiums aufgrund der hohen Verschuldung untersagt, daraufhin zog Bad Homburg im November auch seine Finanzierungszusage zurück, womit das Tunnelprojekt als vorläufig gescheitert gilt.
Stadt und Kreis strebten daraufhin den so genannten kleinen Ausbau der bestehenden Ampelkreuzung bis Mitte 2014 an, was nach damaligen Schätzungen etwa 220.000 Euro kosten sollte, jedoch vor Mitte 2018 nicht realisiert werden wird. Beim kleinen Ausbau ist vorgesehen, zwei ampelfreie Rechtsabbiegespuren einzurichten (von Dornholzhausen kommend in Richtung Oberursel sowie von Oberursel kommend in Richtung Bad Homburg-Innenstadt) und die drei von der Saalburg kommenden Fahrspuren in der Weise umzuwandeln, dass die rechte Linksabbiegerspur Richtung Bad Homburg-Innenstadt eine zusätzliche Geradeausspur Richtung Oberursel wird.
Neben dem kleinen Ausbau befasst sich eine seit August 2016 eingerichtete Arbeitsgruppe aus Vertretern des Kreises und der Stadt Bad Homburg mit alternativen und langfristig tragfähigeren Lösungsansätzen, zu denen auch größere und ampelfreie Ausbauvarianten (z. B. ein Kreisverkehr) jenseits eines langen Tunnels zählen.